# Max Metzger (Lehrer)

Max Metzger (Porträtzeichnung von Emil Stumpp, 1926)

Max Metzger (* 17. August 1866 in Karlsruhe; † 1. Juli 1941 in Kahlberg) war ein deutscher Architekt, Gewerbeschullehrer, Kunsthistoriker und Romanautor.

## Leben
Metzger wurde an der Baugewerkschule Karlsruhe ausgebildet und kam nach kurzer Tätigkeit in einem Freiburger Architekturbüro als 22-Jähriger nach Lübeck, wo er seit dem 1. Oktober 1888 als Lehrer an der Gewerbeschule arbeitete. In Lübeck wurde er vom Kurator Theodor Hach in die beginnende systematische Aufnahme der Kulturgüter der Stadt einbezogen. So erstellte Metzger 1889 die Zeichnungen für den Tafelteil der Hachschen Schrift über die Anfänge der Renaissance in Lübeck mit zahlreichen Details aus Kunstwerken in Kirchen und in Museumsbesitz. Bereits in dieser Zusammenarbeit traf er auf den Fotografen Johannes Nöhring, der Hach für dieses Werk einen Lichtdruck zuarbeitete. Nöhring machte sich als Architekturfotograf in der umfassenden Dokumentation auch der Lübecker Architektur verdient. Seine Arbeiten illustrieren zu einem wesentlichen Teil die von Seiten der Baudeputation herausgegebenen und bei Nöhring in dessen Kunstverlag erschienenen Bau- und Kunstdenkmäler Lübecks. Max Metzger gab mit Unterstützung Nöhrings vor dem Ersten Weltkrieg die sog. Metzger-Mappe mit 424 Abbildungen auf 120 Tafeln und weiteren 83 Abbildungen im Textteil heraus, die insbesondere die bürgerlichen Profanbauten der Stadt nach Themengebieten dokumentiert und heute noch ein wichtiges Arbeitsmittel für Bauforschung und Denkmalpflege ist.

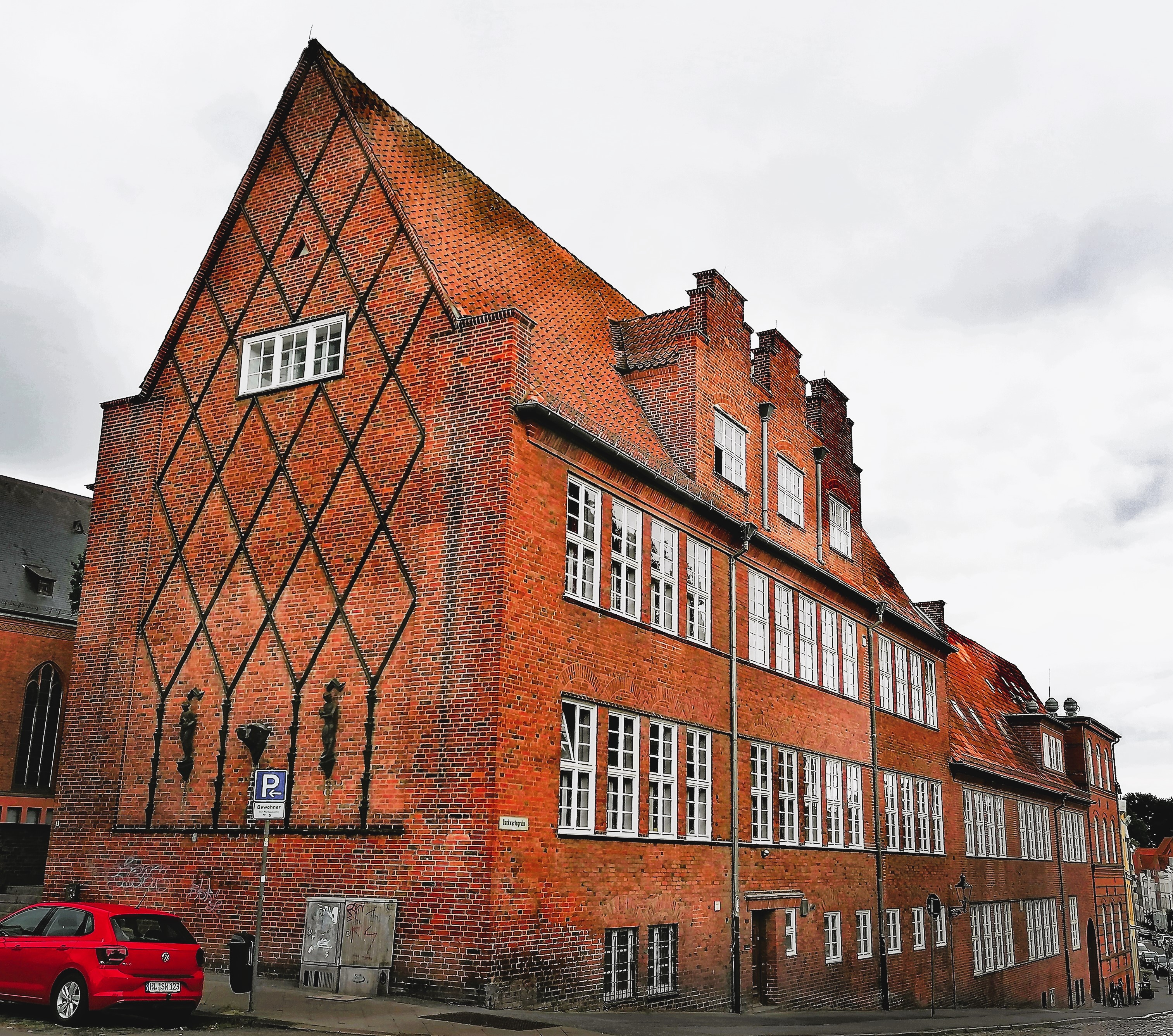
Gewerbeschule in Lübeck, 1926 erbaut unter Metzgers Direktorat

Am 17. September 1913 bekam er vom Senat der freien und Hansestadt Lübeck den Professorentitel als Fachlehrer der Gewerbe- und Baugewerkschule verliehen. Er hatte mehrere Jahre das Amt des Direktorstellvertreters inne und hatte großen Anteil an der stetigen Verbesserung und Professionalisierung der Schule. So war er für Zusammenschluss von Handwerkerschule, Baugewerkschule und landwirtschaftlicher Winterschule verantwortlich. Die Schule wurde unter ihm zu einer Pflichtschule für gewerbliche Lehrlinge, die Unterrichtsstunden waren nicht mehr nur freiwillige Lehrgänge, die abends oder an den Wochenenden stattfanden. Nach dem Ersten Weltkrieg wurde die Schule in eine Baugewerkschule und eine Gewerbeschule getrennt. Metzger bekam zunächst den Posten als vorläufiger Leiter der Gewerbeschule, mit Wirkung vom 1. Oktober 1920 wurde er Direktor dieser Schule. Auch als Direktor setzte er seine erfolgreiche Schulpolitik fort. Die Schule erhielt 1926 ein neues, von Friedrich Wilhelm Virck entworfenes Backstein-Gebäude mit bauplastischen Elementen von Richard Kuöhl, das bis zu 3.600 Schüler beherbergte, die unter Metzgers Leitung von 95 Lehrern betreut wurden. Sie besteht heute nach wie vor als Emil-Possehl-Schule, benannt nach dem Lübecker Unternehmer und Mäzen Emil Possehl in der Lübecker Altstadt.
Im Nebenamt leitete Metzger von 1894 bis 1910 als Konservator das von der Gesellschaft zur Beförderung gemeinnütziger Tätigkeit betriebene Gewerbemuseum, das 1915 in das neu gegründete Museum für Kunst- und Kulturgeschichte im ehemaligen St.-Annen-Kloster überführt wurde. Im Jahr 1897 war er Gründer und Vorsitzender des Kunstgewerbevereins.
Metzger veröffentlichte mehrere berufsbildende Fachbücher zur Kunstschlosserei und zur Kunsttischlerei wie auch zur Holzschnitzerei, aber auch einige Romane, wie 1918 mit Der Gangbutscher einen heute noch nachgedruckten Volksroman, der im Milieu der Lübecker Gänge und Höfe spielt.
Verheiratet war Max Metzger seit dem 15. November 1893 mit der aus Danzig stammenden Apothekerstochter Charlotte Gertrude Böhrig (* 14. Juni 1874; † 16. Oktober 1965), mit der er zunächst in der Dorotheenstraße 36 wohnte, bevor 1897 das Haus in der Sophienstraße 24 bezogen werden konnte. Vier Kinder gingen aus der Ehe hervor: Maria Pauline Gertrud (* 8. September 1894; † 31. Juli 1992), Käthe Anna Else (* 27. Februar 1896; † 1972), Max Otto (* 18. Juli 1899; † 14. Oktober 1914) und Charlotte Emilie Mathilde (* 15. September 1903; † 19. Januar 1978). Durch letztere wurde er 1927 zum Schwiegervater des nahezu gleichaltrigen Lübecker Schriftstellers Julius Havemann. Max Metzger starb 1941 im Urlaub an der Frischen Nehrung.

## Werke

### Zeichnungen
- Illustrationen in Theodor Hach: Die Anfänge der Renaissance in Lübeck. 1889

### Fachliteratur
- Zurück zur Natur! Eine Zusammenstellung und ein Vorschlag zur praktischen Verwerthung der verschiedensten Stimmen über den Einfluss eines ornamentalen Naturstudiums an gewerblichen und kunstgewerblichen Schulen. Minden & Wolters, Dresden 1891
- Handbuch der Holzbildhauerei. Zum Gebrauche für Holzbildhauer und Tischler, gewerbliche und Kunstgewerbliche Schulen, Architekten und Musterzeichner sowie für Dilettanten, 2 Bde. (64 Seiten Text, Atlas mit 8 Tafeln). Verlag von Bernhard Friedrich Voigt, Weimar und Leipzig 1892 (Reprint der 2. Aufl. 1919: Verlag Th. Schäfer, Hannover 1986)
- Konstruktions-Arbeiten des Kunst- und Bauschlossers. Wolfrum, Düsseldorf 1896
- Kurzgefasste Stillehre für Kunstschlosser, 112 Seiten. Verlag von Charles Coleman, Lübeck 1898 (Reprint: Reprint Verlag Leipzig 2001)
- Lübecker Ofenkacheln der Renaissance-Zeit. In: Das Museum zu Lübeck. Festschrift zur Erinnerung an das 100jährige Bestehen der Sammlungen der Gesellschaft zur Beförderung gemeinnütziger Thätigkeit 1800–1900, hrsg. von der Gesellschaft zur Beförderung gemeinnütziger Tätigkeit, Lübeck 1900, S. 123–152.
- Moderne schmiedeeiserne Schaufensterkonstruktionen / ausgeführte Entwürfe tüchtiger Fachmänner gesammelt und hrsg. v. Max Metzger. Coleman, Lübeck [1904]
- Die Kunstschlosserei. Eine Darstellung der gesamten Praxis der modernen Kunstschlosserei, 496 Seiten mit 600 Abbildungen. Verlag von Charles Coleman, Lübeck 1908 (Reprint 4. Aufl. 1927: Verlag Th. Schäfer, Hannover 1996)
- Die alte Profanarchitektur Lübecks, 424 Abb. auf 120 Tafeln und 36 Seiten Text. Verlag von Charles Coleman Lübeck, o. J. (1911)

### Belletristische Werke
- Der Gangbutscher. Ein Volksroman, 307 Seiten. Verlag Max Schmidt-Römhild, Lübeck 1918 (Neuauflage im Verlag Weiland, Lübeck 1961 und 2003)
- Irrwege, 372 Seiten. Oldenburg & Co. Verlag, Berlin/Leipzig 1919
- Aus dem Talentwinkel, 520 Seiten. Richard Hermes Verlag, Hamburg 1922